# Piotr Figiel

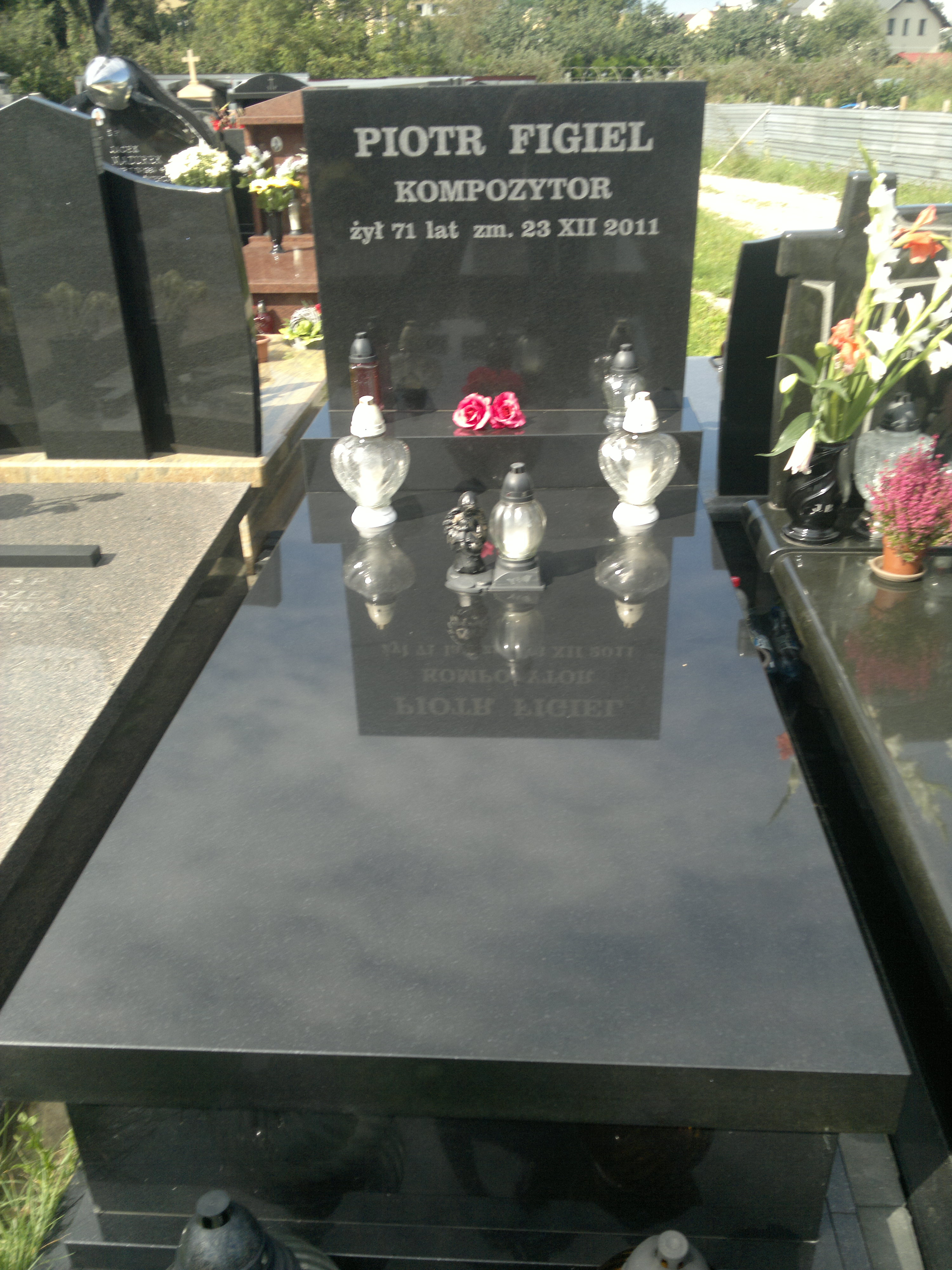
Grób na starym cmentarzu na Służewie w Warszawie (2014)

Piotr Figiel (ur. 13 kwietnia 1940 w Warszawie, zm. 22 grudnia 2011) – polski kompozytor, aranżer, pianista, organista i wokalista.
Piotr Figiel ukończył w 1960 studia w Państwowej Wyższej Szkole Muzycznej w Krakowie, w klasie fortepianu. Autor muzyki filmowej do filmów, programów telewizyjnych, widowisk teatralnych oraz radiowych, a także piosenek dla znanych artystów muzycznych, m.in. muzyki do piosenki Powrócisz tu (1967) z repertuaru Ireny Santor.

## Kariera muzyczna
Zadebiutował w roku 1963 jako pianista. W roku kolejnym rozpoczął pracę kompozytorską (pierwszą jego piosenką był Wędrowny cyrk napisany do tekstu Janusza Kondratowicza dla Marii Koterbskiej). W tym czasie nawiązał też współpracę z Orkiestrą Taneczną Polskiego Radia pod kierownictwem Edwarda Czernego, z którą związany był do 1967 roku.
Współpracował też jako kompozytor i aranżer z Big Bandem Andrzeja Kurylewicza, Orkiestrą Polskiego Radia i Telewizji Studio S-1 Bogusława Klimczuka oraz ze Studiem M-2 (eksperymentalnym studiem muzyki rozrywkowej). Założył też własną orkiestrę Radiowego Studia Rytm, którą kierował.
W latach 1967–1969 współpracował z zespołem muzycznym The Clivers, składającym się z muzyków różnych narodowości. Z grupą tą koncertował jako organista w Szwecji i Finlandii.
Od 1971 roku prowadził własne grupy muzyczne zajmujące się przede wszystkim muzyką instrumentalną. Od roku 1973 tworzył muzykę dla potrzeb filmu, a od 1974 również do spektakli teatralnych. W roku 1974 założył studyjną orkiestrę Piotr Figiel Ensemble.
W roku 1981 wyjechał do RFN. Był tam pianistą i aranżerem big bandu działającego przy stacji radiowej Rias. Później miał też możliwość współpracy ze studiami nagraniowymi Global Music Group.
Współpracował z wieloma gwiazdami polskiej estrady: Ewą Bem, zespołem Bemibek, Stanem Borysem, Katarzyną Bovery, Krzysztofem Cugowskim, zespołem Czerwono-Czarni, Bogdanem Czyżewskim, Fryderyką Elkaną, Henrykiem Fabianem, Marią Figiel, Anną German, Anną Jantar, Ireną Jarocką, Marią Koterbską, Stenią Kozłowską, Krzysztofem Krawczykiem, Jolantą Kubicką, Haliną Kunicką, Kwartetem Warszawskim, Jackiem Lechem, Heleną Majdaniec, Alicją Majewską, Bogusławem Mecem, Wojciechem Młynarskim, Lucyną Owsińską, Jerzym Połomskim, Krystyną Prońko, Danutą Rinn, Marylą Rodowicz, Ireną Santor, Urszulą Sipińską, Katarzyną Sobczyk, Zdzisławą Sośnicką, Jadwigą Strzelecką, zespołem Trubadurzy, Teresą Tutinas, Zbigniewem Wodeckim, Tadeuszem Woźniakiem, Bogdaną Zagórską, Andrzejem Zauchą.
Został pochowany na starym cmentarzu na Służewie.

## Dyskografia (wybór)
| - 1965 – Polish Radio Big Band (LP, Polskie Nagrania „Muza” XL 0241) - 1979 – Piotr Figiel Ensemble: Gdzieś, kiedyś... (LP, Pronit SX-1785) - 2021 – Przepraszam, czy tu biją? (CD, Gad Records, GAD CD 165 / GAD LP 043) - 2025: – Tylko się jeździ (CD, Gad Records, GAD CD 151) Sesyjna - 1975 – Polska gola (LP, Pronit SX-1326) - Zdzisława Sośnicka (Pocztówka, KAW R-0070-II) - 1978 – Irena Jarocka (SP, Muza SS-742) - 1978 – Irena Jarocka: Być narzeczoną twą (LP, Pronit SX-1680) - 1979 – Krzysztof Cugowski: Wokół cisza trwa (LP, Pronit SX-1783) - 1971 – Piotr Figiel: Piotr (LP, Pronit SXL-0801) - 1973 – Urszula Sipińska, Piotr Figiel: Bright Days Will Come (LP, Pronit SXL-1008) - 1976 – Piotr Figiel: Piotr Figiel music (LP, Pronit SXL-1320) | Sesyjna - 1964 – Jazz Jamboree '64 Nr 2 (LP, Muza XL-0240) - 1966 – Danuta Rinn i Bogdan Czyżewski: Całujmy się! (LP, Pronit XL-0306) - 1967 – 1000 taktów młodości (LP, Pronit XL-0370) - 1967 – Piosenki z filmu "Marynarka to męska przygoda" (EP, Muza N-0489) - 1969 – Maria Figiel (EP, Muza N-0554) - 1971 – Radiowa piosenka miesiąca 1971 (LP, Muza XL-0824) - 1973 – Na skrzydłach wiatru (LP, Pronit SXL-0928) - 1976 – Za zdrowie pań (LP, Muza SX-1216) - 1976 – 30 lat Polskich Nagrań (LP, Muza SX-1450) Składanki - 1970 – Polish Funk (LP, Muza SX-4002) - 1971 – Dyskoteka 3 (LP, Muza SXL-0794) - 1972 – Dyskoteka 4 (LP, Muza SXL-0879) |

## Najważniejsze kompozycje

### Spektakle teatralne
- 1981 – Sen pogardy (reż. Wiktor Grodecki) – Opera Wrocławska
- 1977 – Latające narzeczone (reż. Ryszard Krzyszycha) – Teatr im. Adama Mickiewicza w Częstochowie
- Tam-tam (musical), współaut. R. Orłow, R. Czubaty (libretto T. Polanowski)

Teatr Telewizji
- 1976 – Rzecz listopadowa (reż. Bohdan Poręba)
- 1979 – Pastorałka (reż. Stefan Szlachtycz)

### Filmografia
| 1973 - Stacja bezsenność (reż. Piotr Wojciechowski) - Kiedy byliśmy mali (reż. Jadwiga Kędzierzawska) 1974 - Suita z brązu - Tylko się jeździ (reż. Leokadia Migielska) - Zmyślenia (reż. J. Kędzierzawska) 1975 - Moja wojna, moja miłość (reż. Janusz Nasfeter) - Darek Dziedzich (reż. Jadwiga Żukowska) - Świat Memlinga w trzech odsłonach (reż. Kazimierz Mucha) - Dulscy (reż. Jan Rybkowski) - Zawodowcy (reż. Feridun Erol) 1976 - A jeśli będzie jesień... (reż. Henryk T. Czarnecki) - Przepraszam, czy tu biją? (reż. Marek Piwowski) - Con amore (reż. Jan Batory) - Próba ognia (reż. Marek Wortman) - Spokój (reż. Krzysztof Kieślowski) - Agnieszka opowiada bajkę (reż. J. Kędzierzawska) - Muchołap (reż. J. Kędzierzawska) - Polski fiat – Rally (reż. Andrzej Szczygieł) | 1977 - Królowa pszczół (reż. J. Nasfeter) - Coś za coś (reż. Agnieszka Holland) - Gdzie woda czysta i trawa zielona (reż. B. Poręba) - Szarada (reż. Paweł Komorowski) 1978 - Roman i Magda (reż. Sylwester Chęciński) - Natchnienie (reż. Stanisław Kokesz) 1980 - Spotkanie na Atlantyku (reż. Jerzy Kawalerowicz) - Bo oszalałem dla niej (reż. S. Chęciński) - Kto za? (reż. S. Szlachtycz) - Laureat (reż. Jerzy Domaradzki) 1982 - Punkty za pochodzenie (reż. Franciszek Trzeciak) 1984 - Trapez (reż. Hieronim Przybył) 1987 - Misja specjalna (reż. Janusz Rzeszewski) 1988 - Piłkarski poker (reż. Janusz Zaorski) |

### Piosenki
- A w górach już jesień (sł. J. Kondratowicz)
- Bright Days Will Come (sł. Wojciech Mann, T. Romer)
- Być narzeczoną twą (sł. W. Młynarski)
- Dwadzieścia lat, a może mniej (sł. J. Kondratowicz)
- Jaka jesteś, Mario (sł. J. Kondratowicz)
- Jest miejsce na ziemi (sł. J. Kondratowicz)
- Jesteś blisko (sł. J. Kondratowicz)
- Księżycowe dziewczyny (sł. Ireneusz Iredyński)
- Kto wymyślił naszą miłość (sł. W. Leliwa)
- Nie bójmy się wiosny (współaut. Aleksander Bem, sł. E. Horbaczewska)
- Nie otworzę drzwi nikomu (sł. J. Kondratowicz)
- Niepotrzebne mi są róże (współaut. Ryszard Poznakowski, sł. J. Lewiński, A. Zaniewski)
- Nim zgaśnie dzień (sł. Janusz Kondratowicz)
- Od lat (sł. W. Jagielski)
- Opowiedz mi swoją historię (sł. Janusz Kondratowicz, M. Głogowski)
- Po prostu wybacz mi (współaut. Ryszard Poznakowski, sł. Janusz Kondratowicz)
- Powrócisz tu (sł. Janusz Kondratowicz)
- Rafael (współaut. Urszula Sipińska, sł. Agnieszka Osiecka)
- The Memory (sł. Wojciech Mann)
- To był świat w zupełnie starym stylu (współaut. Urszula Sipińska, sł. Janusz Kondratowicz)
- Trochę miejsca (sł. Wojciech Młynarski)
- Wędrowny cyrk (sł. Janusz Kondratowicz), 1964
- Z tobą, bez ciebie (sł. Andrzej Zaorski)
- Znajdziesz mnie znowu (sł. Wojciech Mann)

## Informacje dodatkowe
- Wystąpił w filmach Dulscy w roli pianisty (1975) oraz Misja specjalna w roli kompozytora Piotra Szczutowicza (1987).

## Nagrody i odznaczenia
- 1965 – nagroda za aranżację na Krajowym Festiwalu Polskiej Piosenki w Opolu
- 1965 – nagroda na KFPP w Opolu za piosenkę Trochę miejsca
- 1966 – Grand Prix na KFPP w Opolu za utwór Powrócisz tu (w koncercie Premier)
- 1966 – I nagroda na Międzynarodowym Festiwalu Piosenki w Sopocie za Powrócisz tu
- 1972 – nagroda PRiTV za aranżację na KFPP w Opolu
- 1972 – nagroda PRiTV za piosenkę Jaka jesteś, Mario na KFPP w Opolu
- 1972 – I nagroda za utwór Bright Days Will Come na Festiwalu im. A. Lary'ego w Meksyku
- 1972 – I nagroda za aranżację piosenki Bright Days Will Come na Festiwalu im. A. Lary'ego w Meksyku
- 1973 – I nagroda za utwór Jest miejsce na ziemi na Światowym Festiwalu Piosenki w Tokio (Japonia)
- 1974 – wyróżnienie za piosenkę Jesteś blisko na festiwalu w Caracas (Wenezuela)
- 1974 – Grand Prix de Disque za piosenkę To był świat w zupełnie starym stylu, która została wykonana przez Marion – fińską piosenkarkę – na MFP w Sopocie
- 1975 – Nagroda Specjalna za muzykę do filmu Tylko się jeździ na Festiwalu Filmów dla Dzieci w Poznaniu
- 1976 – nagroda za muzykę do filmu Przepraszam, czy tu biją na Festiwalu Polskich Filmów Fabularnych w Gdańsku
- 1978 – Odznaka ZAiKS-u[4]
- 1980 – I nagroda za piosenkę Z tobą, bez ciebie na KFPP w Opolu
- 2009 – Medal ZAiKS-u[4]